# Макартур (Західна Вірджинія)
Макартур (англ. MacArthur) — переписна місцевість (CDP) в США, в окрузі Релей штату Західна Вірджинія. Населення — 1376 осіб (2020).

## Географія
Макартур розташований за координатами 37°44′52″ пн. ш. 81°12′8″ зх. д. / 37.74778° пн. ш. 81.20222° зх. д. (37.747659, -81.202292).  За даними Бюро перепису населення США в 2010 році переписна місцевість мала площу 7,77 км², з яких 7,72 км² — суходіл та 0,04 км² — водойми.

## Демографія
Згідно з переписом 2010 року, у переписній місцевості мешкало 1500 осіб у 641 домогосподарстві у складі 429 родин. Густота населення становила 193 особи/км².  Було 713 помешкання (92/км²).
Расовий склад населення:
| - 97,3 % — білих - 0,7 % — чорних або афроамериканців - 0,3 % — азіатів - 0,1 % — вихідців з тихоокеанських островів |

До двох чи більше рас належало 1,5 %. Частка іспаномовних становила 0,5 % від усіх жителів.
За віковим діапазоном населення розподілялося таким чином: 20,0 % — особи молодші 18 років, 62,2 % — особи у віці 18—64 років, 17,8 % — особи у віці 65 років та старші. Медіана віку мешканця становила 43,5 року. На 100 осіб жіночої статі у переписній місцевості припадало 103,3 чоловіків;  на 100 жінок у віці від 18 років та старших — 97,4 чоловіків також старших 18 років.
Середній дохід на одне домашнє господарство  становив 50 747 доларів США (медіана — 41 563), а середній дохід на одну сім'ю — 64 461 долар (медіана — 64 891). За межею бідності перебувало 12,7 % осіб, у тому числі 4,2 % дітей у віці до 18 років та 17,6 % осіб у віці 65 років та старших.
Цивільне працевлаштоване населення становило 649 осіб. Основні галузі зайнятості: роздрібна торгівля — 19,6 %, освіта, охорона здоров'я та соціальна допомога — 18,2 %, сільське господарство, лісництво, риболовля — 12,8 %, науковці, спеціалісти, менеджери — 10,3 %.